# Бродерик, Хелен
Хелен Бродерик (англ. Helen Broderick, 11 августа 1891 — 25 сентября 1959) — американская актриса. Начала свою карьеру в качестве девушки с подтанцовки в «Безумствах Зигфелда» в 1907 году, одном их первых знаменитых бродвейских ревю. Последующие два десятилетия она продолжила успешные появления на Бродвее, где у неё были роль в постановках «Театральный фургон» и «Пятьдесят тысяч французов». В начале 1930-х актриса дебютировала на большом экране, снявшись в дальнейшем в таких фильмах как «Цилиндр» (1935), «Время свинга» (1936), «Встань и дерись» (1939) и «Из-за него» (1946). Хелен Бродерик была замужем за актёром Лестером Кроуфордом, от которого родила сына Бродерика Кроуфорда, ставшего как и родители актёром.

## Фильмография
| Год  |   | Русское название             | Оригинальное название   | Роль                       |
| ---- | - | ---------------------------- | ----------------------- | -------------------------- |
| 1935 | ф | Цилиндр                      | Top Hat                 | Мэдж Хардвик               |
| 1936 | ф | Убийство на конной тропе     | Murder on a Bridle Path | Хильдегард Уитерс (Уизерс) |
| 1936 | ф | Невеста уходит               | The Bride Walks Out     | Мэтти Додсон               |
| 1936 | ф | Время свинга                 | Swing Time              | Мэйбл Андерсон             |
| 1936 | ф | Самая умная девушка в городе | Smartest Girl in Town   | миссис Гвен Майен          |
| 1937 | ф | Мы в жюри                    | We're on the Jury       | миссис Агнес Дин           |
| 1938 | ф | Модель из Парижа             | The Rage of Paris       | Глория Паттерсон           |
| 1938 | ф | Сервис класса люкс           | Service de Luxe         | Перл                       |
| 1939 | ф | Встань и дерись              | Stand Up and Fight      | Аманда Гриффит             |
| 1939 | ф | Капризная, но милая          | Naughty but Nice        | Марта Хоган                |
| 1939 | ф | Медовый месяц на Бали        | Honeymoon in Bali       | мисс Лорна "Смити" Смит    |
| 1940 | ф | Капитан в роли дамы          | The Captain Is a Lady   | Нэнси Крокер               |
| 1941 | ф | Вирджиния                    | Virginia                | Тео Клермонт               |
| 1941 | ф | Милая девушка?               | Nice Girl?              | Кора Фостер                |
| 1941 | ф | Отец женится                 | Father Takes a Wife     | тетя Джули                 |
| 1943 | ф | Солдатский клуб              | Stage Door Canteen      | в роли самой себя          |
| 1944 | ф | Отказаться от предрассудков  | Chip Off the Old Block  | Глори Марлоу-старшая       |
| 1944 | ф | Ее первобытный человек       | Her Primitive Man       | миссис Уинтроп             |
| 1946 | ф | Из-за него                   | Because of Him          | Нора                       |